# Lahti L-39
Il Lahti L-39 è un fucile anticarro semiautomatico finlandese calibro 20 mm usato durante la seconda guerra mondiale.
Soprannominato "Norsupyssy" (fucile da elefante), vide la sua efficacia calare quando furono introdotti carri armati con la corazza troppo spessa, quindi fu utilizzato per lo più come fucile anti-materiale, anche se diverse volte fu impiegato come fucile di precisione ad alto potenziale o addirittura come arma contraerea improvvisata.

## Genesi
Alla fine degli anni trenta Aimo Lahti (progettista di quest'arma) espresse dubbi sulla richiesta delle forze armate finlandesi di realizzare una mitragliatrice anticarro calibro 13 mm; gli ufficiali finlandesi, infatti, ritenevano che un'arma di minor calibro, ma con un volume di fuoco superiore, fosse la soluzione migliore per contrastare i veicoli corazzati nemici, ed erano inoltre convinti che le munizioni calibro 20 mm fossero potenti, ma troppo lente per avere una soddisfacente capacità di penetrazione.
A questo punto Lahti decise di portare avanti entrambi i progetti, e realizzò due armi differenti: una mitragliatrice anticarro calibro 13,2 mm e un fucile da 20 mm. Dopo i test balistici effettuati nel 1939, risultò che le munizioni calibro 20 mm del L-39 avevano una migliore capacità di perforazione.

## Guerra d'Inverno
Durante la guerra d'Inverno la Finlandia soffrì molto la mancanza di armi anticarro. Solo due L-39 e poche mitragliatrici da 13,2 mm furono inviate al fronte, e queste ultime si rivelarono inefficaci contro i veicoli corazzati sovietici. Il calibro 20 invece si dimostrò efficace, quindi ne fu avviata la produzione su larga scala e utilizzato anche come arma anti-cecchino: si utilizzava un manichino che faceva da bersaglio per i tiratori scelti sovietici; quando sparavano erano avvistati e colpiti con gli L-39.

## Guerra di continuazione
Nella Guerra di continuazione quest'arma perse efficacia con la comparsa di carri quali il KV-1 e il T-34; pertanto fu relegata ad altri compiti quali la distruzione di obiettivi vari a lunga distanza, neutralizzazione di tiratori scelti e come arma antiaerea (furono prodotti anche alcuni esemplari automatici proprio per la difesa contraerea). Tuttavia restava in grado di danneggiare le parti non pesantemente corazzate dei carri sovietici, come i cingoli, le incernierature delle torrette e le canne dei cannoni di bordo.
I soldati si lamentavano del peso elevato dell'arma, che arrivava a 50 kg. Il solo caricatore con tutte le 10 cartucce caricate pesava 2 chilogrammi. Solitamente era portato a cavallo, e in combattimento era servito da due uomini che si occupavano del trasporto e del puntamento. Molto spesso nel pieno della battaglia i soldati erano costretti ad abbandonarlo sul campo, soprattutto in caso di ritirata, ma la produzione era veloce e gli esemplari persi furono sempre rimpiazzati in modo rapido. 
Alla fine della guerra la VKT (Valtion Kivääritehdas, "Fabbrica Fucili Nazionale") aveva prodotto più di 1900 L-39.

## Impiego post-bellico
Dopo la fine della seconda guerra mondiale, molti degli L-39 rimasti furono utilizzati come armi anti-elicottero; un buon numero finì nelle collezioni private degli amatori statunitensi. Alcuni esemplari sono stati riattivati, e vengono utilizzati con le munizioni calibro .50 (12,7 mm), più economiche e soprattutto legali negli Stati Uniti.